# Daïra de Robbah
La daïra de Robbah est une daïra d'Algérie située dans la wilaya d'El Oued et dont le chef-lieu est la ville éponyme de Robbah.

## Localisation
La daïra est située au centre de la wilaya d'El Oued.

## Communes de la daïra
La daïra est composée de trois communes : Nakhla, Robbah et El Ogla.